# Cammag

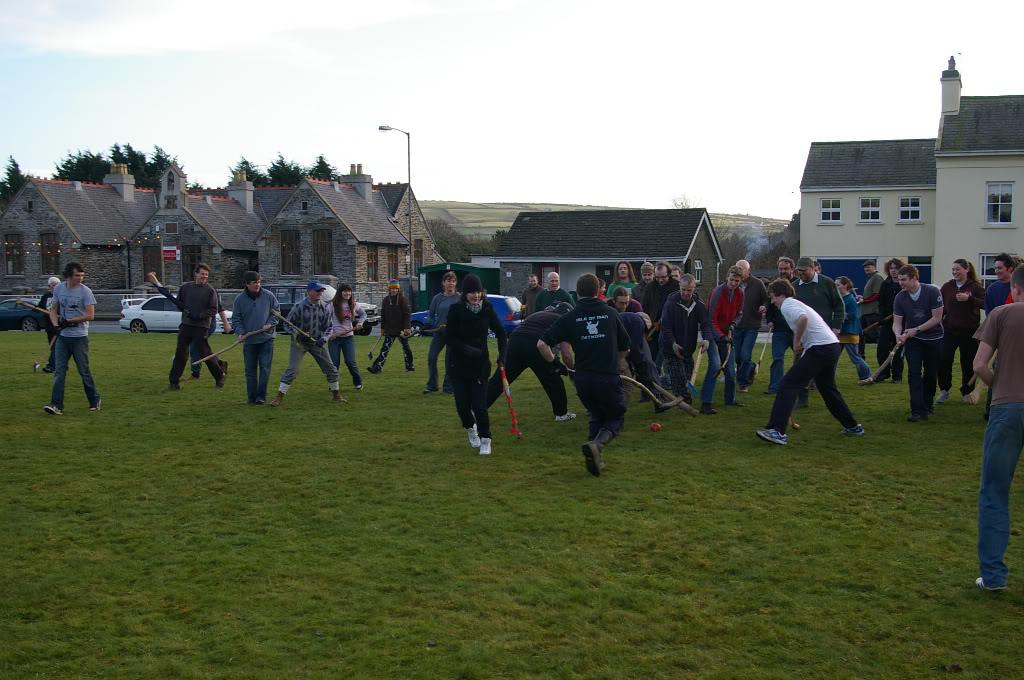
Une partie de cammag à Saint John's en 2009

Le cammag est un sport d’équipe, similaire au hurling irlandais et au shinty écossais, qui était joué sur l’île de Man. Il était le sport le plus populaire dans l’île jusqu’aux environs de 1900, date vers laquelle il a été supplanté par le football. Depuis quelques années, les Mannois tentent de le faire revivre.

## Description
Il se jouait avec une crosse (cammag) et une balle en bois ou en liège (crick) entre deux équipes pouvant compter de quatre à des centaines de joueurs. Parfois des villages entiers y prenaient part ou s’affrontaient. Le cammag pouvait être n’importe quel bâton à bout courbé. Comme le camán irlandais moderne, le mot cammag provient de la racine celte cam, qui signifie « courbé ». Un bâton d’ajonc était une possession précieuse s’il était de dimensions respectables. Des témoignages anciens nous disent qu’il était parfois recouvert de tissu ou de cuir pour être moins douloureux à frapper.
La saison du cammag commençait le 26 décembre. Il ne se jouait qu’en hiver et était réservé aux hommes. Le terrain était délimité de façon approximative.

## Renaissance?
À l’époque moderne, le cammag fait une timide réapparition sur l’île. Un match a lieu chaque année à Saint John’s. En 2005 et 2006, une rencontre a opposé Peel à une sélection du nord de l’île.